# 365 Dni
365 Dni (Traducida 365 días) es una película polaca de 2020 dirigida por Barbara Białowąs, basada en la novela homónima de Blanka Lipińska, la cual es la primera de una trilogía conformada por 365 Dni (2018), Ten Dzień (2018) y Kolejne 365 Dni (2019). Fue protagonizada por Anna-Maria Sieklucka,
y Michele Morrone.
En junio de 2020 fue añadida al catálogo de la plataforma Netflix, alcanzando rápidamente el top 10.

## Sinopsis
Laura Biel es una ejecutiva que se convierte en la obsesión de Massimo Torricelli, un jefe de la mafia herido en un atentado mortal contra su padre. Luego de recuperarse de sus heridas, Massimo decide buscar a Laura a toda costa y secuestrarla, ofreciéndole 365 días para que se enamore de él. Al principio, Laura no parece interesada en Massimo, pero a medida que pasa el tiempo empieza a experimentar en carne propia el síndrome de Estocolmo y después tienen relaciones sexuales.

## Reparto

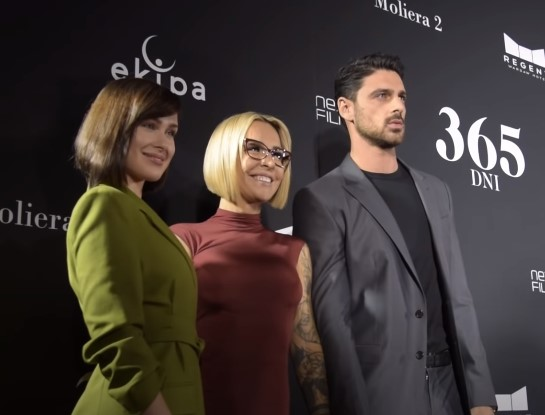
Anna Maria Sieklucka, Blanka Lipińska y Michele Morrone

| Actor                | Personaje              |
| -------------------- | ---------------------- |
| Anna-Maria Sieklucka | Laura Biel             |
| Michele Morrone      | Don Massimo Torricelli |
| Bronisław Wrocławski | Mario                  |
| Otar Saralidze       | Domenico               |
| Magdalena Lamparska  | Olga                   |
| Natasza Urbańska     | Anna                   |
| Grażyna Szapołowska  | Madre de Laura         |
| Ewelina Plizga       | azafata                |

## Lanzamiento
Se estrenó en Polonia el 7 de febrero de 2020, con una recaudación de US$9 millones. En el Reino Unido, la película tuvo un estreno limitado el 14 de febrero de 2020, antes de estrenarse en Netflix en junio de 2020.

## Recepción
Luego de su estreno en la plataforma, 365 DNI se convirtió en una de las películas más vistas en Netflix en varios territorios. Ha sido comparada con la saga de películas basada en la novela 50 sombras de Grey, siendo considerada mucho más intensa que aquella.
A pesar del éxito de audiencia, la cinta ha recibido críticas negativas de los especialistas. En Rotten Tomatoes, por ejemplo, 365 Dni obtuvo un 0% de aprobación considerando quince reseñas profesionales. De la misma forma, la calificación ponderada en la base de datos IMDb es de 3,2/10, siendo calificada con la nota mínima por más de un 30 % del total de las votaciones.